# Преследование Павла Перникова
Преследование Павла Перникова — уголовное преследование властями Беларуси Павла Александровича Перникова (бел. Павел Аляксандравіч Пернікаў), правозащитника и редактора нескольких языковых разделов Википедии. В 2022 году Павел Перников был приговорён к двум годам колонии за внесение ряда правок в двух статьях русской Википедии и в одной статье белорусской Википедии, а также публикацию материала на сайте Международного общества прав человека. Белорусские правозащитные организации признали Перникова политическим заключённым.

## Предыстория
Павел Александрович Перников учился на юридическом факультете Брестского государственного университета имени Пушкина по специальности «Государственное управление и экономика». В 2013 году участвовал в конкурсе студенческих работ к 20-летию Всемирной конференции по правам человека, получив диплом представительства ООН в Республике Беларусь. В 2014 году участвовал в работе Республиканского научно-методологического семинара «Научно-методические аспекты образования в области прав человека», выступил с докладом «Рекомендации по совершенствованию системы образования правам человека в высшей школе». Занимался правозащитной деятельностью в Брестской области. По состоянию на 2020 год руководил пресс-центром Белорусской секции Международного общества прав человека (БС МОПЧ).
Зарегистрировался в Википедии 25 августа 2014 года, участвовал в её работе под ником Pr12402. Вносил правки в статьи на общественно-политическую и музыкальную тематику в нескольких языковых разделах, совершил около 84 тысяч правок, в ноябре 2021 года стал неактивен. 27 декабря с учётной записи Pr12402 были совершены вандальные правки в разделы Википедии на русском языке и белорусском языке (тарашкевице). 28 декабря 2021 года учётная запись Pr12402 была заблокирована на основании захвата учётной записи или взлома пароля.

## Задержание
28 марта 2022 года прокуратура Брестской области сообщила о передаче в суд уголовного дела против задержанного ранее «30-летнего неработающего жителя Бреста П.», в котором участники Википедии опознали участника Pr12402. По версии обвинения, Перников в 2020—2021 годах «представил общественности заведомо ложные сведения о деятельности правоохранительных и государственных органов Республики Беларусь», а также «передал заведомо ложные сведения о причастности органов власти Беларуси к убийству в октябре 2004 года журналистки Вероники Черкасовой, а также к пыткам и убийствам людей». По версии обвинения, вина Перникова заключалась в редактировании Википедии и написании материала для сайта Международного общества прав человека. Перникову предъявили обвинение по статье 369-1 Уголовного кодекса Республики Беларусь «Дискредитация Республики Беларусь». 29 марта Брестский областной суд в закрытом режиме рассматривал жалобу Перникова.
По версии обвинения, дискредитация государства в Википедии заключалась во внесении информации в две статьи Википедии на русском языке — «Цензура в Белоруссии» и «Список смертей, связанных с протестами в Белоруссии (2020—2021)», а также в статью на белорусском языке (тарашкевице) «Сьпіс загінулых падчас акцыяў пратэсту ў Беларусі (2020—2021)». Список смертей, связанных с протестами, Перников дополнил брестчанином Геннадием Шутовым, а статью о цензуре дополнил упоминанием об убийстве оппозиционной журналистки Вероники Черкасовой. В материале Перникова для Международного общества прав человека обвинение обнаружило дискредитацию государства в виде информации о пытках и убийствах в местах исполнения наказания по вине администрации этих учреждений. Перников не отрицал, что именно он совершал правки в Википедии и готовил материал для сайта Международного общества прав человека, однако вину не признал.

## Приговор суда
7 апреля 2022 года судья Московского района города Бреста Евгений Бреган приговорил Перникова к двум годам лишения свободы с отбыванием наказания в исправительной колонии общего режима, что соответствовало просьбе прокурора Елены Тиханович.

## Оценки и критика
11 апреля 2022 года правозащитный центр «Весна», «Правовая инициатива», Белорусская ассоциация журналистов, правозащитное объединение «Lawtrend» и Белорусский дом прав человека имени Бориса Звозскова признали Павла Перникова одним из 18 новых политических заключённых, призвали к немедленному освобождению и прекращению уголовного преследования против них и всех остальных политических заключённых.

## Освобождение
По информации правозащитного центра «Весна», Павел Перников был освобожден 28 августа 2023 года.